# Daihatsu Tanto Exe
La Daihatsu Tanto Exe (in giapponese: ダイハツ ・ タントエグゼ, Daihatsu Tanto Eguze) è un'autovettura del tipo kei car prodotta dalla casa automobilistica giapponese Daihatsu dal 2009 al 2015. È stata anche venduta con il marchio Subaru come Subaru Lucra (in giapponese: スバル ・ ルクラ, Subaru Rukura).

## Descrizione
Derivata dalla Daihatsu Tanto di seconda generazione, la vettura ha fatto il suo debutto al salone di Tokyo 2009.
Rispetto alla Tanto, il modello Exe possiede portiere posteriori tradizionali e non di tipo scorrevole. Ciò ha permesso una riduzione di peso della scocca di circa 60 kg. Le portiere possiedono un’apertura fino a 90 gradi.
La Tanto Exe è disponibile in due motorizzazioni: un tre cilindri benzina da 658 cm³ aspirato KF-VE da 52 cavalli un turbo KF-DET da 64 cavalli abbinati ad una trasmissione a variazione continua sui modelli a trazione anteriore e ad un cambio automatico a 4 velocità sui modelli a trazione integrale. 
La produzione è stata interrotta il 2 ottobre 2014.